# Belomortsi
Belomortsi (bulgariska: Беломорци) är ett distrikt i Bulgarien.   Det ligger i kommunen Obsjtina Omurtag och regionen Tărgovisjte, i den centrala delen av landet, 260 kilometer öster om huvudstaden Sofia.